# Bethlehem Records
Bethlehem Records – amerykańska wytwórnia płytowa, założona w 1946 w Nowym Jorku przez szwajcarskiego imigranta, Gusa Wildiego.

## Historia
Początkowo wytwórnia próbowała bez powodzenia wejść na amerykański rynek płytowy z ofertą muzyki bluesowej i pop. Sytuacja uległa zmianie, kiedy w 1953 Wildi, za namową młodego studenta, Creeda Taylora (później słynnego producenta płytowego), zmienił muzyczny profil firmy na jazzowy. Wytwórnia pozostawiała swoim artystom dużą swobodę twórczą, co było wówczas rzadkością. Ponadto jako jedna z pierwszych przywiązywała dużą uwagę do oprawy graficznej wydawanych płyt, zapraszając do współpracy znanych plastyków, m.in. Burta Goldblatta (1924-2006). Dysponując już grupą uznanych artystów, m.in. takich jak Nina Simone, Chris Connor, Carmen McRae i Mel Tormé, przekazał w 1954 połowę udziałów firmy wytwórni King Records jako zapłatę za dystrybucję. W 1962 King Records całkowicie odkupiła od niego Bethlehem. W 2010 marka stała się własnością Verse Music Group.

## Wybrani artyści Bethlehem
Pepper Adams, Art Blakey, Ruby Braff, James Brown, Milt Buckner, Donald Byrd, Conte Candoli, John Coltrane, Chris Connor, Eddie „Lockjaw” Davis, Duke Ellington, Champion Jack Dupree, Bill Evans, Maynard Ferguson, Dexter Gordon, Urbie Green, Johnny Hartman, Milt Hinton, J.J. Johnson, Rahsaan Roland Kirk, Stan Levey, Julie London, Herbie Mann, Charlie Mariano, Howard McGhee, Carmen McRae, Charles Mingus, Red Mitchell, Marilyn Moore, Herbie Nichols, Oscar Pettiford, Frank Rosolino, Charlie Shavers, Nina Simone, Zoot Sims, Mel Tormé, Eddie „Cleanhead” Vinson, Kai Winding, Mal Waldron.